# 森野熊八〜ワンダフルキッチン〜
『森野熊八〜ワンダフルキッチン〜』（もりのくまはち〜ワンダフルキッチン〜）は、2006年（平成18年）10月2日より2014年（平成26年）3月末までニッポン放送の製作によりNRN系列局他で放送されていたラジオ番組。料理人の森野熊八が夕食向けの料理や料理の技などを解説していく内容の料理番組で、食材や郷土料理や郷土菓子について解説したりインタビューを行う日もある。
本項目では、後継番組である『森野熊八グルメタイム』についても記述する。

## 概要
2006年（平成18年）10月2日放送開始。製作局のニッポン放送では放送されていない、裏送り番組である。2014年（平成26年）3月末の放送をもって終了。ネット局の番組表によっては、『森野熊八〜ワンダフル・キッチン〜』『森野熊八〜ワンダフル・キッチン』『森野熊八ワンダフルキッチン』のような表記であった。
2014年（平成26年）4月から、『森野熊八グルメタイム〜日本全国うまい、うまい!〜』（もりのくまはちグルメタイム〜にっぽんぜんこくうまい、うまい!〜）として放送。2021年（令和3年）3月29日から、一部の放送局では「日本全国うまい、うまい!」を外し『森野熊八グルメタイム」の番組名となった。
番組中では邦楽や洋楽も1曲放送される。週ごとに食材などをテーマに解説する内容だが、月曜日から木曜日まで放送される局では、かつて金曜日はお便りコーナーであった。

## ネット局
2024年5月時点
放送時間の早い順から記載。
| 放送対象地域 | 放送局            | 放送時間                  | 放送期間         | 備考       |
| ------------ | ----------------- | ------------------------- | ---------------- | ---------- |
| 青森県       | 青森放送（RAB）   | 月曜 - 金曜 11:45 - 11:55 | 2012年12月31日 - |            |
| 秋田県       | 秋田放送（ABS）   | 月曜 - 金曜 12:30 - 12:40 | 2010年4月5日 -   |            |
| 福島県       | ラジオ福島（rfc） | 月曜 - 金曜 12:50 - 13:00 | 2012年12月17日 - | [ 注釈 3 ] |
| 鹿児島県     | 南日本放送（MBC） | 月曜 9:40 - 9:50          | 2021年3月29日 -  |            |
| 北海道       | STVラジオ（STV）  | 土曜 5:05 - 5:15          | 2014年1月4日 -   |            |
| 栃木県       | 栃木放送（CRT）   | 土曜 15:30 - 15:45        | 2021年4月3日 -   |            |

### 過去のネット局
- IBC岩手放送（2012年10月1日 - 2013年3月29日）
- 東北放送（2012年4月3日 - 2012年9月25日）
- 山形放送（2013年9月30日 - 2021年3月26日）
- 新潟放送（2012年4月2日 - 2021年3月26日）
- 信越放送（2012年4月2日 - 2013年3月29日）
- 山梨放送（2021年4月4日 - 終了時期不明）
- 北日本放送（2012年12月31日 - 終了時期不明、2021年3月29日 - 終了時期不明[注釈 4]）
- 北陸放送（2012年10月2日 - 2013年3月29日、2013年10月1日 - 終了時期不明）
- CBCラジオ（JRN単独系列局。? - 2021年3月26日）
- 岐阜放送（独立系。放送時期不明）
- 山口放送（2011年10月12日 - 2012年3月30日、2012年10月2日 - 2013年3月29日、2013年9月30日 - 終了時期不明）
- 長崎放送（放送時期不明）

## オープニング曲
- ペリカン・イン・ザ・パーク（徳武弘文[注釈 5]）

## エンディングテーマ曲
全て森野が担当。ゲストが出演する週はゲストに関係した曲が流れる週もある。
- 溝の口Forever（JVCエンタテインメント）
- HA-RA-PE-KO（オールエナジーレコード）
- 鶏タンゴ鍋（JVCエンタテインメント）
- 爆飯喰隊カニタマンの歌
- ソウル焼肉
- あなたへの歌
- 一歩前へ
- 背中に愛してる
- 恋のナポリタンロック[3] - 2021年秋から。